# Kate Bock
Kate Lynne Bock (Vancouver, 30 gennaio 1993) è una modella canadese.

## Carriera
Nel 2012 appare nel catalogo Primavera/Estate del noto marchio di abbigliamento americano Victoria's Secret.
Alla sua prima apparizione come modella per Sports Illustrated Swimsuit Issue nel 2013, si aggiudica il titolo di Rookie of the Year (debuttante dell'anno), comparirà anche l'anno successivo all'interno della rivista.
Nel 2014 appare all'interno delle riviste GQ e Maxim.

## Agenzie
- Lizbell Agency Vancouver - (mother agency)[9]
- Elite Model Management New York[10]